# Michelbach an der Lücke
Michelbach an der Lücke ist ein Dorf der Gemeinde Wallhausen im Landkreis Schwäbisch Hall in Baden-Württemberg und war früher eine selbständige Gemeinde im Landkreis Crailsheim.

## Geographie

### Geographische Lage
Michelbach liegt am Ostrand der wenig besiedelten Hohenloher Ebene etwa zwei Kilometer vor dem Trauf der Frankenhöhe im Osten, die schon zum mittelfränkischen Landkreis Ansbach in Bayern gehört. Etwa anderthalb Kilometer nördlich des Dorfes entspringt auf fremder Gemarkung die Tauber. Die nächste Mittelstadt ist Crailsheim, das etwa 11 Kilometer im Süden liegt; der Gemeindesitz Wallhausen ist 5 Kilometer in südwestlicher Richtung entfernt.
Das Dorf ist eponym für die kleine Naturraum-Untereinheit Michelbacher Bucht (Einheit Nr. 127.92) der Hohenloher Ebene, die etwa vier Fünftel der Gemarkungsfläche umfasst und gesamthaft aus dem Einzugsbereich der am Dorfrand aus zwei kleinen Gräben entstehenden Brettach besteht. Das restliche Fünftel im Norden mit dem obersten Tauber-Einzugsbereich zählt zur Naturraum-Untereinheit Wettringer und Oestheimer Bucht (Einheit Nr. 127.91).
Die Ortsgemarkung umfasst etwa 2,9 km² des 25,2 km² großen Gemeindegebietes von Wallhausen, damit ist Michelbach nach Gemarkungsfläche mit Abstand der kleinste der drei Teilorte. Im Norden grenzt sie an die Gemarkung von Reubach in der Gemeinde Rot am See, ebenfalls im Landkreis Schwäbisch Hall; im Osten ans Gebiet von Schnelldorf im Landkreis Ansbach mit den kleinen Dörfern Leitsweiler und Gailroth gleich hinter der Landesgrenze; im Süden und Westen an die Hengstfelder Teilgemarkung von Wallhausen.
Der oberirdische Abfluss des deutlich größeren Gebietsanteils, den der Dorfbach Brettach südwestwärts bis südwärts entwässert, versickert nach einem Namenswechsel des Baches über den größten Teil des Jahres völlig in der sogenannten Weidenbachversickerung bei Wallhausen und gelangt dann nach unterirdischem Karstlauf 18 km weit nach Südwesten bis ins Einzugsgebiet der Bühler; bei starken Niederschlägen fließt der Weidenbach jedoch unter wieder anderen Namen weiter zum Jagstzufluss Brettach (!) in Rot am See. Jedenfalls gelangt der diesseitige Abfluss letztlich stets in den Neckar, während das vom jenseits der großen Wasserscheide an der nördlichen Gemarkungsgrenze entlangfließenden Steinseebach fortgeführte Wasser über die Tauber den Main erreicht.
Die völlig waldlose Gemarkung ist recht flach, ihre Höhe schwankt nur zwischen etwa 442 m ü. NHN an der Nordostspitze, wo die Gemarkungsgrenze einen See im Tauberlauf streift, und kleinen Hügeln nahe der Südostspitze bzw. am Rand des Waldes Dürrenhölzle jenseits der Westgrenze, wo beidesmal etwa 463 m ü. NHN erreicht werden. Der Ausfluss des Hauptvorfluters Brettach nach Süden liegt etwa auf 445 m ü. NHN.
Das Dorf Michelbach liegt etwas südöstlich der Gemarkungsmitte überwiegend auf den Randhügeln der flachen Talmulde der Brettach, die am nördlichen Ortsrand aus zwei kleinen Bächen zusammenläuft. Unmittelbar westlich des Zusammenflusses steht das ehemalige Schloss, gleich hügelaufwärts daneben die Kirche.
Etwa 200 Meter im Südosten von der geschlossenen Bebauung entfernt stehen die drei Gebäude der kleinen Schleifmühle am Nordufer des Schleifgrabens zur Brettach, sie rechnen mit zum Dorf, das damit keine weiteren Wohnplätze besitzt.

## Geschichte
Michelbach wurde vermutlich im 10. Jahrhundert mit der Anlage einer Wasserburg und einigen umgebenden Urhöfen gegründet und 1245 als Michilinbach erstmals erwähnt. Der Namenszusatz „an der Lücke“ zur Unterscheidung von gleichnamigen Orten bezieht sich auf eine Lücke in der ab 1430 errichteten Rothenburger Landhege; eines der für solche ehemalige Hegehecken typischen streifenförmigen Waldstücke liegt unmittelbar jenseits der Gemeindegrenze am Nordufer des Steinseebachs.
Kaiser Ferdinand II. übereignete das Gut Michelbach 1631 an Graf Georg Ludwig zu Schwarzenberg. Im Dreißigjährigen Krieg wurde der Ort fast vollkommen zerstört: 1639 die Kirche und zahlreiche Häuser, 1645 das Schloss und die restlichen Häuser. Wieder aufgebaut wurde der Ort erst im 18. Jahrhundert; 1709 wurde das Schloss neu erbaut, 1726 die neu erbaute evangelische Kirche eingeweiht. Da sich Pläne zur Nutzung der Kirche als Simultankirche nicht verwirklichen ließen, bestand lange Zeit im Schlosshof noch eine katholische Kapelle für die katholischen Gläubigen, die zumeist aus den Reihen der Bediensteten der Grafen von Schwarzenberg stammten.
Michelbach bildete das kleinste Amt des Fürstentums Schwarzenberg. Nach dem Ende des Heiligen Römischen Reiches kam Michelbach 1806 zuerst mit der Rheinbundakte an das Königreich Bayern, 1810 dann mit dem Grenzvertrag zwischen Bayern und Württemberg an Württemberg und wurde dem Oberamt Blaufelden, bzw. seit 1811 Oberamt Gerabronn, zugeordnet. Die jüdische Gemeinde in Michelbach ist seit dem 16. Jahrhundert belegt und stellte im 19. Jahrhundert zeitweise ein Drittel der Einwohnerschaft.
Am 1. Juli 1974 schloss sich die bis dahin selbständige Gemeinde Michelbach an der Lücke, die bis zur Kreisreform in Baden-Württemberg im Jahre 1973 zum Landkreis Crailsheim gehört hatte, mit Hengstfeld und Wallhausen zur heutigen Gemeinde Wallhausen zusammen. Michelbach ist heute eine Ortschaft im Sinne der baden-württembergischen Gemeindeordnung mit eigenem Ortschaftsrat und einem Ortsvorsteher als Vorsitzendem.

## Sehenswürdigkeiten

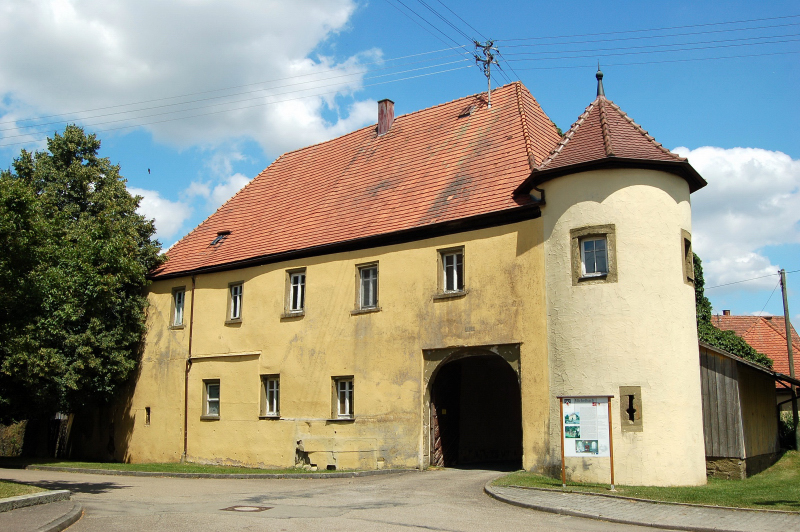
Schloss in Michelbach

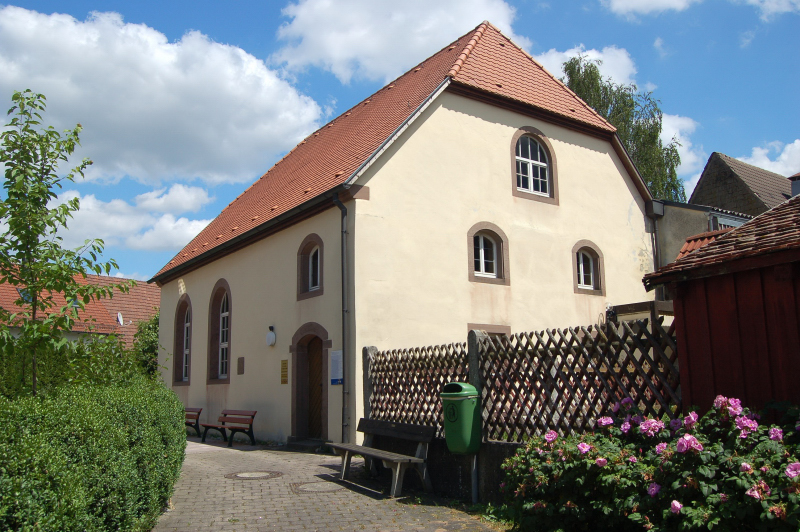
Synagoge in Michelbach

- Das Schloss in Michelbach an der Lücke geht auf eine Wasserburg aus dem 10. Jahrhundert zurück und bildete mit vier Urhöfen den ältesten Siedlungskern des Ortes. Nach der Schlacht bei Herbsthausen 1645 zerstört, wurde das Schloss 1709 in seiner heutigen Gestalt neu erbaut. Im Schlosshof befand sich einst eine katholische Kapelle.
- Die Synagoge von Michelbach gehört zu den wenigen, die beim Novemberpogrom 1938 nicht zerstört wurden. Nach einem Verkauf diente sie als Munitionsdepot und Getränkelager, wurde später restauriert und ist seit 1984 Gedenkstätte und Ort der Begegnung und Weiterbildung zur Thematik Jüdisches Leben in Baden-Württemberg.[4] Auf dem jüdischen Friedhof Michelbach an der Lücke knapp einen Kilometer nordwestlich des Ortsrandes wurden von 1840 bis 1939 die Toten der jüdischen Gemeinde bestattet.

### Freizeit
Über Michelbach an der Lücke führt der niedrigste Übergang zwischen den beliebten Radwandergebieten Kocher-Jagst-Radweg und Taubertalradweg.

## Wirtschaft und Infrastruktur

### Verkehr
Michelbach hat drei Haltestellen für den Busverkehr, die von insgesamt fünf Linien im Normalverkehr und zusätzlich von zwei Rufbuslinien des Kreisverkehrs Schwäbisch Hall angefahren werden, dazu noch von der Regionalbuslinie 817 des Verkehrsverbunds Großraum Nürnberg.
Die nächste Zugangsstelle zur Eisenbahn ist, in circa sechs Kilometern Entfernung, der Haltepunkt Wallhausen an der Bahnstrecke Crailsheim–Königshofen. Über sieben Kilometer entfernt liegt der Bahnhof Schnelldorf an der Bahnstrecke Nürnberg–Crailsheim.
Michelbach liegt an der Landesstraße L 2247 von Wallhausen im Südwesten nach Wettringen im Nordosten (in Bayern Staatsstraße St 2247). Von ihr zweigt im Ort die L 2222/St 2222 ab, die nach Schnelldorf im Südosten führt. Über diese ist auch die nächste Bundesautobahn 6 weniger als sieben Kilometer entfernt. Eine Kreisstraße in Richtung Nordnordwesten führt über Weikersholz und Reubach nach Brettheim, eine weitere in Richtung Westen über kleinere Nachbarweiler nach Gabelung zur B 290 bzw. nach Rot am See im Nordwesten.